# Zeche Vereinigte Kucks & Schinkenbank
Die Zeche Vereinigte Kucks & Schinkenbank in Essen-Werden-Hamm ist ein ehemaliges Steinkohlenbergwerk. Das Bergwerk war auch unter den Namen Zeche Vereinigte Kux & Schinkenbank und Zeche Vereinigte Kucks bekannt. Über das Bergwerk wird nur wenig berichtet.

## Bergwerksgeschichte
Im Jahr 1820 konsolidierten die beiden eigenständigen Zechen Kucks und Schinkenbank in der Honschaft Fischlaken zur Zeche Vereinigte Kucks & Schinkenbank. Im selben Jahr wurde am Schacht Christina abgebaut. In den Jahren 1824 bis 1827 wurde im Bereich des Schachtes Magdalena abgebaut. Im Jahr 1828 warf das Bergwerk eine gute Ausbeute ab. Im Jahr 1830 wurde weiterhin am Schacht Magdalena abgebaut. Im Jahr 1841 wurde die Zeche Vereinigte Kucks & Schinkenbank stillgelegt.

## Förderung und Belegschaft
Die ersten bekannten Förder- und Belegschaftszahlen stammen aus dem Jahr 1830, damals wurden mit elf Bergleuten eine Förderung von 55.022 Scheffeln Steinkohle erbracht. Im Jahr 1834 wurden mit 25 Bergleuten eine Förderung von 49.322 Scheffeln Steinkohle erbracht. Im Jahr 1836 wurden 8149 preußische Tonnen Steinkohle gefördert. Die letzten bekannten Zahlen des Bergwerks stammen aus dem Jahr 1840, in diesem Jahr wurden 4192 preußische Tonnen Steinkohle gefördert.